# 5601 (année hébraïque)
5601 (hébreu : ה'תר"א , abbr. : תר"א) est une année hébraïque qui a commencé à la veille au soir du 28 septembre 1840 et s'est finie le 15 septembre 1841. Cette année a compté 353 jours. Ce fut une année simple dans le cycle métonique, avec un seul mois de Adar. Ce fut la première année depuis la dernière année de chemitta.
L'an 5601 a marqué le début d'une nouvelle période de vingt-huit ans du cycle solaire hébraïque, célébrée par une bénédiction juive particulière, la Birkat Ha'Hamah (bénédiction du soleil) prononcée le mercredi 16 Nissan 5601 - 7 avril 1841.

## Calendrier
Ce calendrier hébraïque de l'année 5601 donne les correspondances avec les dates du calendrier grégorien.
Le premier nombre dans chaque case correspond au jour du mois hébraïque. Les jours en couleurs sont des jours remarquables juifs .
| ◄◄ | 5601 | ►► |

## Décès
- Abraham Bing

5596 - 5597 - 5598 - 5599 - 5600 - 5601 - 5602 - 5603 - 5604 - 5605 - 5606